# 倒提壶
倒提壶（学名：Cynoglossum amabile），又稱中國勿忘我，为紫草科倒提壶属的植物。

## 分佈
本物種分佈於不丹及中国的西藏、云南、贵州、四川、甘肃等地，生长于海拔約1,000米至4,500米的地区，一般生长在干旱路边、山坡草地、山地灌丛和针叶林缘。為多年生草本植物，可長至15－60厘米高。
它的地上部分可作為中藥材「蓝布裙」（狗屎花）。

## 外部連結
- 倒提壺 Daotihu （页面存档备份，存于） 藥用植物圖像數據庫 (香港浸會大學中醫藥學院) （中文）（英文）